# Alberto R. Estrada
Alberto Rafael Estrada Acosta (* 3. September 1953 in Havanna) ist ein kubanischer Biologe. Seine Interessen gelten der Zoologie, der Ökologie und dem Wildtiermanagement, insbesondere der Herpetofauna, der Avifauna und der Bioakustik von Froschlurchen.

## Leben
Von 1970 bis 1973 studierte Estrada am Instituto Preuniversitario Saúl Delgado in Havanna. Ab 1974 studierte er an der Facultad Obrera Julio Antonio Mella in Havanna, wo er 1975 zum Bachelor of Science graduierte. Nach einem Doktorandenstudium von 1975 bis 1981 an der biologischen Fakultät der Universität von Havanna promovierte er in Zoologie und Tierbiologie. 
Von 1997 bis 2015 lebte und arbeitete Estrada in Puerto Rico. Von Mai 1998 bis Dezember 2003 lehrte er zwei Semester Naturschutzbiologie an der School of Environmental Affairs und mehrere Semester Biologie und Umweltwissenschaften an der School of Science and Technology an der Universidad Metropolitana in San Juan, Puerto Rico. Von August 1999 bis Dezember 2004 war er Lehrer für Naturwissenschaften und Hauslehrer an der Universidad Metropolitana. Von 2004 bis zu seiner Pensionierung im Juli 2015 war er Wissenschaftslehrer an der Academia María Reina in Puerto Rico, wo er Biologie, Umweltwissenschaften und Physik unterrichtete. 
Estrada nahm an mehreren Suchexpeditionen für den Kubanischen Elfenbeinspecht teil, darunter 1985, 1986 und 1987 (die beiden einzigen erfolgreichen Expeditionen in Zusammenarbeit mit Lester L. Short, Jennifer F. M. Horne, George B. Reynard, Giraldo Alayón und Aimé Posada) und 1993 (mit Martjan Lammertink). Während einer US-amerikanisch-kubanischen herpetologischen Expedition im Jahr 1990 entdeckte er eine neue Anolis-Art, die er 1995 mit S. Blair Hedges als Anolis alayoni erstbeschrieb. Weitere von Estrada beschriebene Arten sind das Monte-Iberia-Fröschchen (Eleutherodactylus iberia), das zu den kleinsten Amphibien der Welt zählt, 16 weitere Froschtaxa aus der Gattung der Antillen-Pfeiffrösche (Eleutherodactylus), vier weitere Arten der Gattung Anolis und die Erdboa-Art Tropidophis celiae, die er nach seiner Frau Celia Puerta de Estrada benannte.
Estrada hat an verschiedenen Bildungs- und Forschungsprojekten des Centro de Conservación de Manatíes de Puerto Rico teilgenommen. Dazu zählten Fänge, Radiotracking und Luftaufnahmen von Rundschwanzseekühen.
Estrada hat mehr als fünfzig Artikel über Amphibien, Reptilien, Vögel und Säugetiere geschrieben, die in Peer-Review-Fachzeitschriften in Kuba, den Vereinigten Staaten, Europa und Lateinamerika veröffentlicht wurden. Daneben verfasste er mehrere Zeitungsartikel über die Fauna in der kubanischen und puerto-ricanischen Presse.
Estrada veröffentlichte mehrere Bücher, darunter En busca del Carpintero Real en el oriente cubano (2014, auch die englische Übersetzung Looking for the Ivory-billed-Woodpecker in eastern Cuba), Escribiendo sobre fauna en periódicos de Cuba y Puerto Rico: Writing about fauna in newspapers of Cuba and Puerto Rico (2015), Aves Acuáticas en Puerto Rico: Observando Aves en los Humedales (2015), Puerto Rico through my lens -I-: Images of San Germán (2016), Peces Costeros de Cuba (2016, mit Orlando H. Garrido), Etoecología de las Aves Terrestres cubanas (2017, mit Orlando H. Garrido) sowie Tesoros en el cabo: La Cofradía del Tesoro de la Catedral de Mérida (2017).

## Dedikationsnamen
John Douglas Lynch benannte 1991 die Unterart Eleutherodactylus atkinsi estradai nach Estrada. Sein Name findet sich im englischen Trivialnamen des Estrada's robber frog (Eleutherodactylus melacara Hedges, Estrada & Thomas, 1992).